# ФК Јединство Матејевац
ФК Јединство је фудбалски клуб из Горњег Матејевца, и тренутно се такмичи у Зони Центар, четвртом такмичарском нивоу српског фудбала.

## Историја
ФК Јединство је фудбалски клуб основан 1946. године у Горњем Матејевцу код Ниша.

## Новији резултати
| Сезона   | Ранг | Лига                      | Позиција | ИГ | Д  | Н | П | ГД | ГП | ГР  | Бод | Куп                           |
| -------- | ---- | ------------------------- | -------- | -- | -- | - | - | -- | -- | --- | --- | ----------------------------- |
| 2018/19. | 5    | Прва Нишка лига у фудбалу | 2.       | 28 | 18 | 3 | 7 | 66 | 37 | +29 | 57  | Квалификовао се у Зону Центар |
| 2019/20. | 4    | Зона Центар у фудбалу     | 9.       | 17 | 7  | 3 | 7 | 43 | 32 | +11 | 24  | Није се квалификовао          |
| 2020/21. | 4    | Зона Центар у фудбалу     | 2.       | 26 | 17 | 7 | 2 | 71 | 36 | +35 | 58  | Није се квалификовао          |